# Württembergischer Kunstverein Stuttgart
Der Württembergische Kunstverein Stuttgart wurde im Jahr 1827 gegründet und ist einer der ältesten Kunstvereine Deutschlands.
Der heute rund 3000 Mitglieder zählende Verein ist im Kunstgebäude Stuttgart beheimatet und widmet sich der Vermittlung zeitgenössischer Kunst.
Vorsitzender des Württembergischen Kunstvereins, welcher der Arbeitsgemeinschaft Deutscher Kunstvereine (ADKV) angehört, ist seit 2023 die Kunsthistorikerin Kerstin Thomas.

## Geschichte
Zu den Gründervätern des Württembergischen Kunstvereins zählte der Jurist und Maler Carl Urban Keller, der den Verein anfangs als ehrenamtlicher Konservator führte. Das Ziel des Vereins war die Beschäftigung des Bürgertums mit der Kunst, sowie der Ankauf, die Ausstellung und die Verlosung von Werken heimischer Künstler. Wie bei anderen damals ins Leben gerufenen Kunstvereinen bestand die Mitgliedschaft im Erwerb von Aktien, mit denen man an der Verlosung teilnehmen und sich somit privat Kunst aneignen konnte.
Der Württembergische Kunstverein ist seit 1913 in dem von Theodor Fischer entworfenen Kunstgebäude am Schloßplatz ansässig und versteht sich seither als Ort der Auseinandersetzung mit zeitgenössischer Kunst.
In den 1930er Jahren wurde er, wie alle Kunstvereine, unter der nationalsozialistischen Regierung in der Reichskulturkammer gleichgeschaltet.
So wurde im März 1933 die erste große Retrospektive Oskar Schlemmers mit dessen Hauptwerk Bauhaustreppe noch vor der Eröffnung durch die neuen Machthaber geschlossen.
Das Kunstgebäude wurde während des Zweiten Weltkriegs nahezu vollständig zerstört. Erst 1961 wird der Wiederaufbau, der mit einem modernen Erweiterungsbau verknüpft ist, abgeschlossen.
Mit dem Kunstverein bezog auch die Galerie der Stadt Stuttgart die Räume des Kunstgebäudes, das nun aus dem historischen Komplex mit Kuppelsaal und Galerieräumen, dem neuen von Paul Bonatz und Günther Wilhelm gestalteten sogenannten Vierecksaal, sowie einem gläsernen Verbindungstrakt zwischen Alt- und Neubau besteht.
Im Jahr 2005 ist die Galerie der Stadt Stuttgart aus dem Kunstgebäude ausgezogen und hat das nur einige hundert Meter entfernte neue Kunstmuseum bezogen. Seit 2012 befindet sich der Württembergische Kunstverein permanent im neuen Komplex des Kunstgebäudes.

## Konzeption
Der Württembergische Kunstverein ist ein Ausstellungszentrum für zeitgenössische Malerei, Grafik, Fotografie, Videokunst, Installation, Performance und Architektur.
Aktuell setzt der Verein eine Reihe von inhaltlichen Schwerpunkten, welche als Themenhintergrund für das Ausstellungsprogramm sowie für weitere Aktivitäten wie Vorträge, Konferenzen oder die Vergabe von Stipendien dienen.
Regelmäßig bietet der Verein zudem seinen Mitgliedern die Möglichkeit zur Präsentation der eigenen Werke im Rahmen einer Mitgliederausstellung an. Die Jahresausstellungen der Mitglieder stehen jeweils in einem spezifischen thematischen Kontext.

## Auszeichnungen
Die zusammen mit dem Museu d’Art Contemporani de Barcelona (MACBA) konzipierte Ausstellung Die Bestie ist der Souverän wurde im Jahr 2015 vom deutschen Kunstkritikerverband AICA zur Ausstellung des Jahres gekürt.

## Direktoren des Kunstvereins (seit 1945)
- Alice Widensohler[8] (1946–1965)
- Dieter Honisch[9] (1965–1968)
- Uwe M. Schneede (1968–1973)
- Tilman Osterwold (1973–1993)
- Martin Hentschel[10] (1994–2000)
- Andreas Jürgensen (2001–2003)
- Hans D. Christ[11] und Iris Dressler[12] (seit 2005)

## Vorsitzende des Kunstvereins (seit 2013)
- Petra Olschowski (2013–2016)
- Martin Fritz (2017–2023)
- Kerstin Thomas (seit 2023)

## Ausstellungen (Auswahl)
- 1912: Max Liebermann, Radierungen
- 1948; Käthe Kollwitz
- 1952:  Max Ernst, Gemälde und Grafik 1920–1950
- 1954: Willi Baumeister ; Wassily Kandinsky
- 1956:  Raoul Dufy
- 1959: Oskar Schlemmer, Handzeichnungen
- 1966: E. W. Nay
- 1967: Josef Albers, Robert Indiana, Victor Vasarely u. a., Formen der Farbe[13]
- 1972: James Ensor, Ensor – Ein Maler aus dem späten 19. Jahrhundert
- 1974: Duane Hanson. Eine Retrospektive.
- 1980: Walter Stöhrer, Malerei; Anselm Kiefer
- 1986/1987: Emil Nolde.
- 1988: Robert Häusser, Photographische Bilder
- 1994: Thomas Schütte, Figur; Karl Blossfeldt, Fotografie; Rudolf Steiner, Tafelzeichnungen; Ein Kunstverein im Vergehen. Es spricht Friedrich Hölderlin. Im Gasthof zur Einfalt. In Zusammenarbeit mit dem Museum für Moderne Kunst München
- 1995: Thomas Schütte, können lilien lügen? In Zusammenarbeit mit dem Museum für Moderne Kunst München; John Baldessari, Retrospektive ; Stephen Shore, Fotografien 1973–1993
- 1997: Yuji Takeoka; Albert Renger-Patzsch, Retrospektive; Thom Barth, Das große Ding, die Arbeit und der Schrank
- 1998: François-Marie Banier, Private Heroes
- 1999: John Hilliard, Werke 1969–1999
- 2000: Sandra Hastenteufel, Durch einen Spiegel in einem dunklen Wort; Fabián Marcaccio, Paintant Stories
- 2002: Ugo Rondinone, Coming up for Air
- 2003/2004: Walter Niedermayr, Zivile Operationen (Civil operations)
- 2004: Kirsten Krüger, Skulpturen;  Cildo Meireles;  Cornelia Parker, Perpetual Canon
- 2005:  Marina Abramović, Loretta Lux, Ulay u. a., Contenance. Fassung Bewahren
- 2007: Anna Oppermann, Revisionen der Ensemblekunst; Stan Douglas, Past Imperfect
- 2009: Daniel García Andújar, Postcapital. Archive 1989 – 2001
- 2009: Teresa Hubbard und Alexander Birchler, No Room to Answer – Projections
- 2011: Michaël Borremans, Eating the Beard
- 2013: Platino, Flechtwerke und Fliehkräfte; Klaus Jürgen-Fischer, Joachim Kupke, Marinus van Aalst u. a., Das Antlitz! ; Klaus Mettig, Katharina Sieverding, Klaus Staeck u. a., Der Ungeduld der Freiheit Gestalt zu geben
- 2014: Francis Alÿs, Samuel Beckett, Rabih Mroué u. a., Irgendetwas im Raum entzieht sich unseren Versuchen des Überfliegens;  Chantal Akerman, Douglas Gordon, Bruce McLean u. a., Geste; Yvonne P. Doderer,  Jáchym Fleig, Matthias Roesch u. a., 2041. Endlosschleife; Sergio Zevallos, Ein umherschweifender Körper
- 2015: Ines Doujak, Juan Downey, Genesis P-Orridge u. a., Die Bestie ist der Souverän
- 2016:  Jorge Ribalta, Monumentmaschine; George Brecht, Tacita Dean, Zoe Leonard u. a., Ein Loch im Meer; Ines Doujak,  Not Dressed for Conquering
- 2017:  Lawrence Abu Hamdan, Anna Dasovic, Anika Schwarzlose u. a., Post-Peace; Susanne Kriemann, Eduardo Paolozzi, Dan Perjovschi u. a., Titos Bunker
- 2018: Le Corbusier, El Lissitzky, Ludwig Mies van der Rohe  u. a., 50 Jahre nach 50 Jahre Bauhaus 1968
- 2019: Lorenza Böttner, Requiem für die Norm
- 2020: Alexander Kluge. Oper: Der Tempel der Ernsthaftigkeit
- 2021: Laressa Dickey, Eva Egermann, Magdalena Freudenschuss u. a., Actually, the Dead Are Not Dead. Techniken des Werdens
- 2022: Carrie Mae Weems, The Evidence of Things Not Seen.[14]
- 2023: Widerständige Musen. Delphine Seyrig und die feministischen Videokollektive im Frankreich der 1970er und 1980er Jahre